# (4952) Kibeshigemaro
(4952) Kibeshigemaro es un asteroide perteneciente al cinturón de asteroides, descubierto el 26 de marzo de 1990 por Atsushi Sugie desde el Observatorio Astronómico Dynic, Taga, Japón.

## Designación y nombre
Designado provisionalmente como 1990 FC1. Fue nombrado Kibeshigemaro en honor del fabricante de telescopios japonés Shigemaro Kibe también conocido observador  del cielo. Sus espejos son utilizados por todo Japón, entre los que se encuentra el espejo para el reflector de 0,60 m del Observatorio Hida de la Universidad de Kioto.

## Características orbitales
Kibeshigemaro está situado a una distancia media del Sol de 3,156 ua, pudiendo alejarse hasta 3,510 ua y acercarse hasta 2,803 ua. Su excentricidad es 0,111 y la inclinación orbital 16,97 grados. Emplea 2048 días en completar una órbita alrededor del Sol.

## Características físicas
La magnitud absoluta de Kibeshigemaro es 11,8. Tiene 19,233 km de diámetro y su albedo se estima en 0,057.